# 王簃兰
王簃兰（1925年—），女，湖北宜昌人，中国劳动卫生学专家，曾任上海医科大学教授、博士生导师、图书馆馆长。